# Чернецов, Никанор Григорьевич

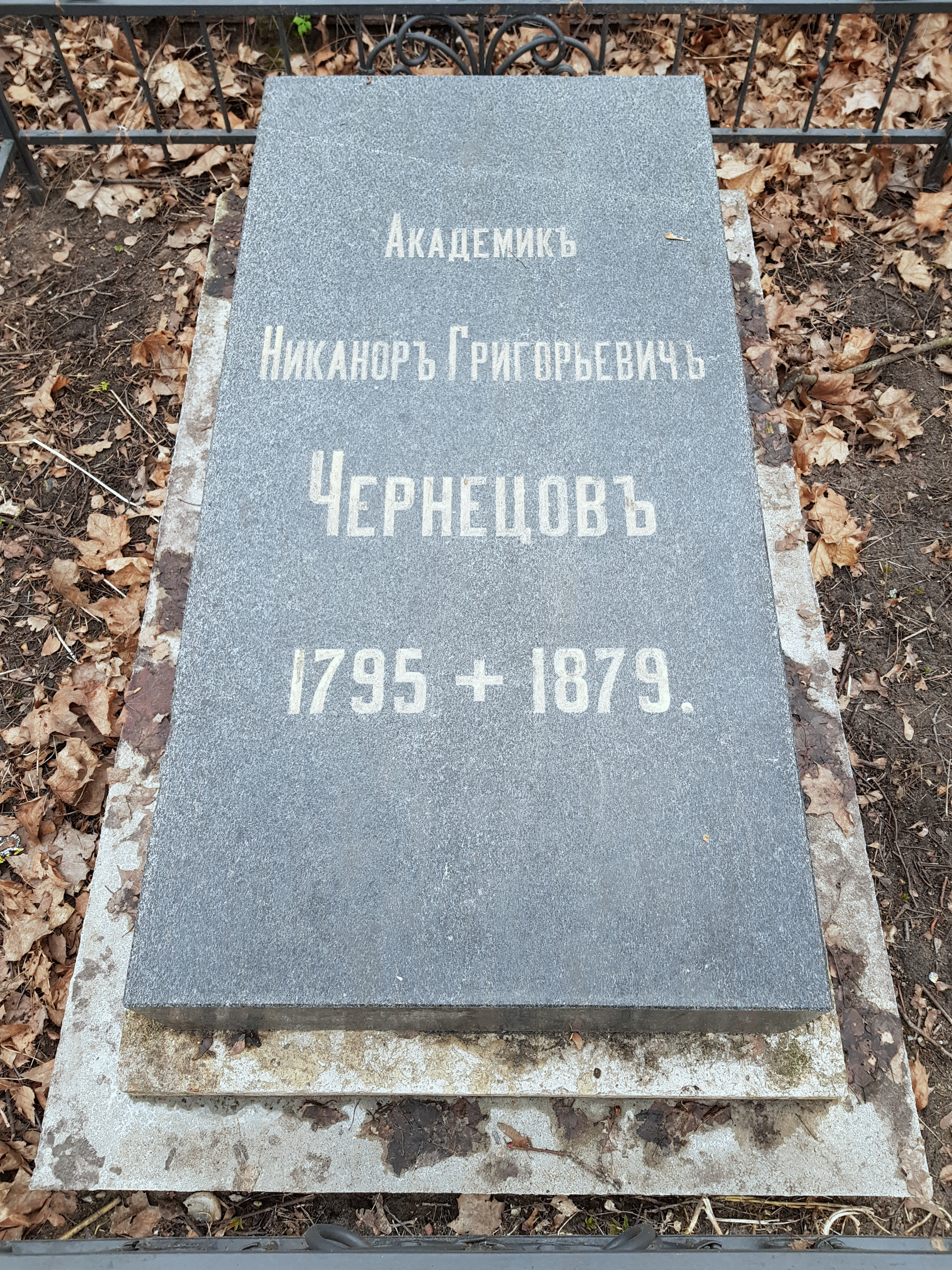
Надгробие Н. Г. Чернецову на Смоленском православном кладбище Санкт-Петербурга

Никано́р Григо́рьевич Чернецо́в (21 июля [2 августа] 1804, Лух, Костромская губерния — 11 [23] января 1879, Санкт-Петербург) — русский живописец и график, представитель романтического академизма, пейзажист и портретист; младший брат и товарищ Григория Чернецова, ученик Максима Воробьёва. Академик Императорской Академии художеств (с 1832; ассоциированный член — «назначенный» с 1831).

## Биография
Никанор Чернецов родился в городе Лухе Костромской губернии в семье иконописца. При содействии П. П. Свиньина переехал в Санкт-Петербург. Учился в Императорской Академии художеств (1823—1827) у М. Н. Воробьева, на пенсию Общества поощрения художеств. Получал награды Академии художеств: большая серебряная медаль (1826), малая золотая медаль (1827) за «Вид галереи французской живописи в Императорском Эрмитаже» и тогда же получил звание художника XIV класса; большая золотая медаль (1830) за «Вид Екатериненталя в Ревеле».
Получил звание «назначенного в академики» (1831). Звание академика (1832) за «Вид Тифлиса» и золотую медаль за счёт Общества поощрения художеств за картину «Ночь, буря и каштановое дерево». Звание живописца Его Величества (1844).
В 1827 году, окончив Академию, был командирован в Ревель. Затем Никанор отправился путешествовать — по Кавказу (1829—1831) и Крыму (1833—1836). Рисунки были опубликованы в книге «Кавказские Минеральные Воды: Пятигорск, Железноводск, Ессентуки, Кисловодск. К 100-летнему юбилею 1803—1903 гг.».
В 1838 году вместе с братом совершил путешествие по Волге, нарисовав много этюдов, из которых в 1838—1851 годах они создали уникальную панораму берегов Волги. Свиток длиной 700 м и высотой 2 м, состоявший из 1981 листа, не сохранился. Позднее Чернецов посетил страны Европы и Ближнего Востока (1840—1843).
Никанор Чернецов был в дружеских отношениях с Александром Пушкиным. Украшением пушкинского кабинета был его пейзаж «Дарьяльское ущелье» (1832).

## Галерея

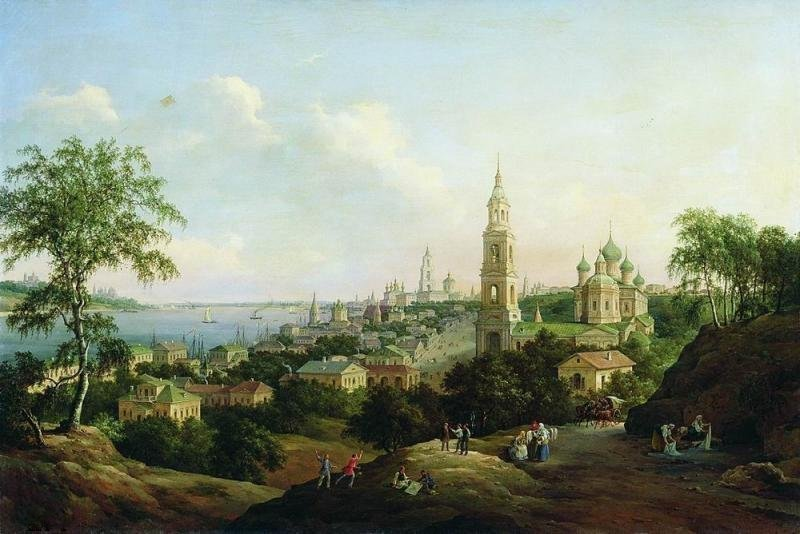
Вид Костромы
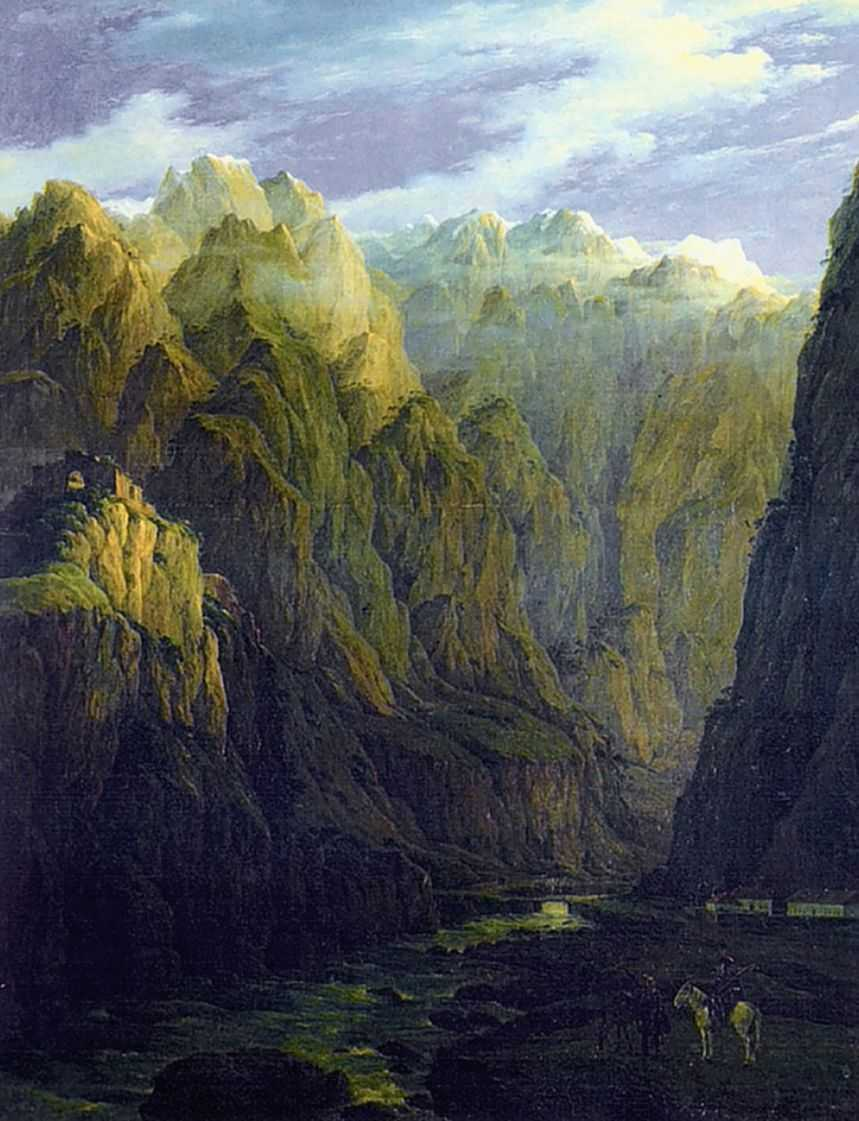
Дарьяльское ущелье
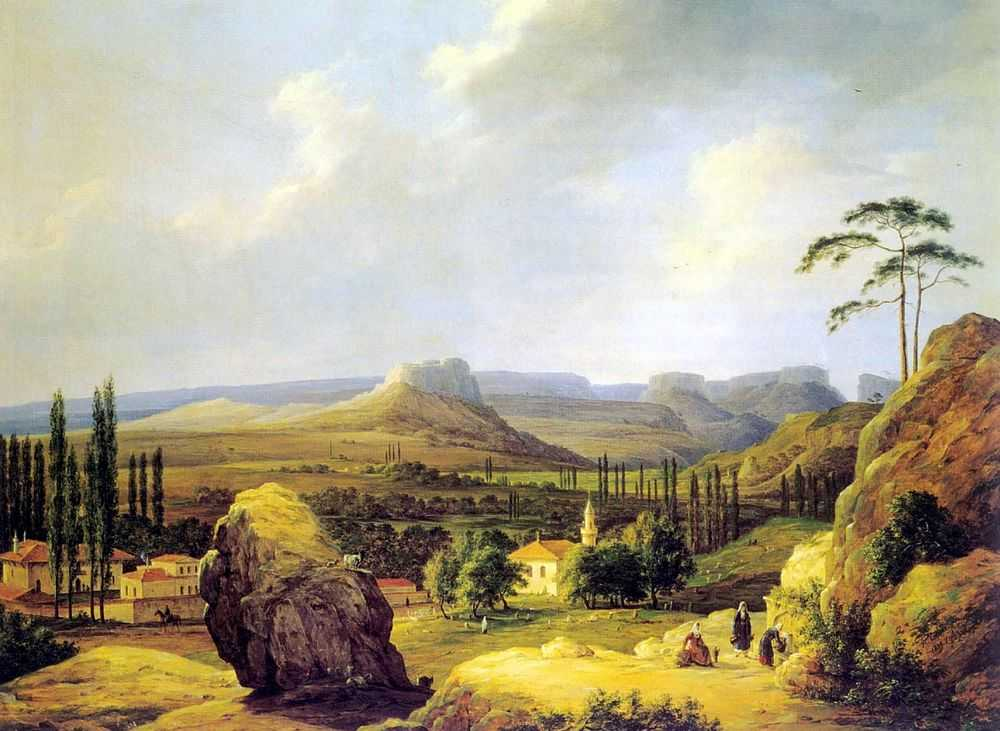
Крымский пейзаж
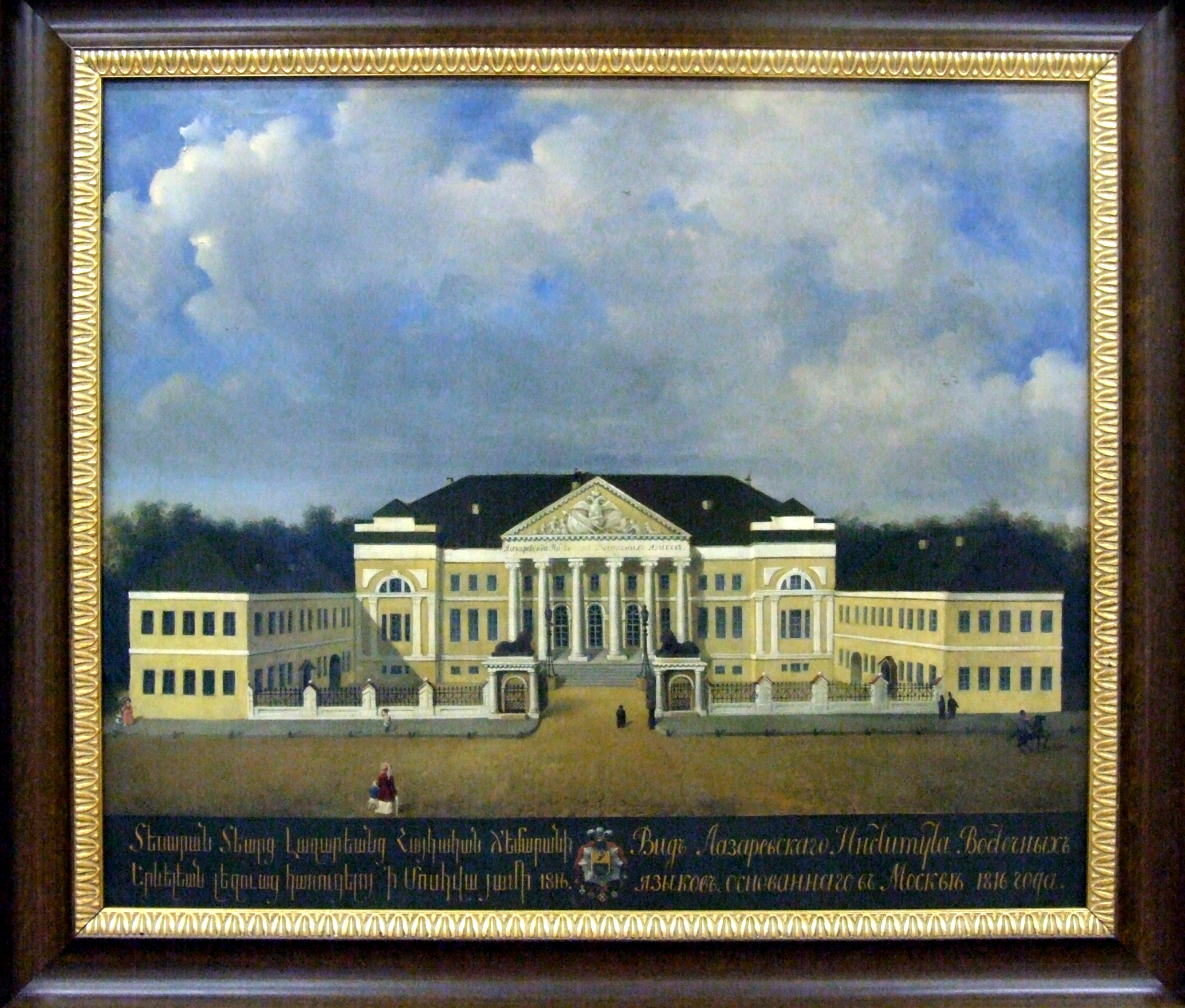
Лазаревский институт восточных языков в Москве (ныне здание Посольства Армении)
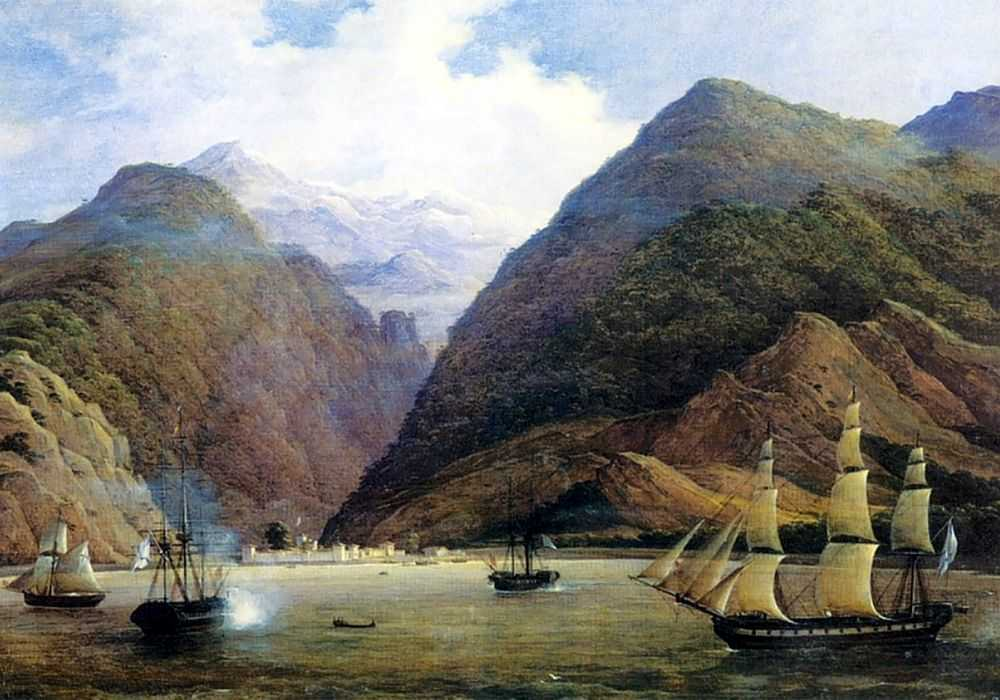
Укрепление Гагра
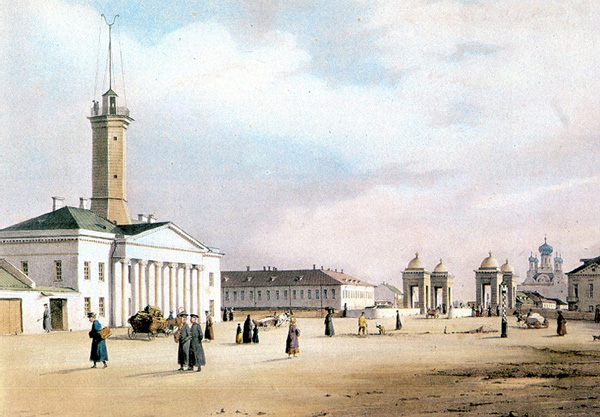
Старо-Калинкин мост в Петербурге

## Семья
- Отец — Чернецов, Григорий Степанович (1774—1844) — иконописец, мещанин города Лух Костромской губернии.
- Брат — Евграф Григорьевич.
- Брат — Чернецов, Григорий Григорьевич (1802—1865) — художник.